# فالح عبد الجبار
فالح عبد الجبار، (مواليد بغداد 1946م - وتوفي يوم 26 فبراير 2018م في بيروت عاصمة لبنان)، عالم اجتماع عراقي، غادر العراق عام 1978. عمل أستاذًا وباحثًا في علم الاجتماع في جامعة لندن، مدرسة السياسة وعلم الاجتماع في كلية بيركبيرك، والتي كان قد حصل فيها على شهادة الدكتوراه. وقد عمل سابقا محاضرا في جامعة لندن الحضرية، ومنذ عام 1994 قاد مجموعة بحث المنتدى الثقافي العراقي في كلية بيركبيك. عمل سابقًا مديرا للبحث والنشر في مركز الدراسات الاجتماعية للعالم العربي التي يوجد مقرها في نيقوسيا وبيروت (1983-1990).
تخصص بدراسة الفكر السياسي والاجتماعي في الشرق الأوسط، وتتناول أعماله: الدين، ودور القانون، والصراع الديني، والمجتمع المدني. تحدث الألمانية بالإضافة إلى العربية والإنكليزية.

## من أهم مؤلفاته

### مؤلفاته بغير العربية
- Ayatollahs, Sufis and Ideologues : State, Religion and Social Movements in Iraq
- Tribes and Power: Nationalism and Ethnicity in the Middle East

وهذا الكتاب اشترك في تأليفه الكاتب هشام داود.
- The Shi'ite Movement in Iraq
- الإثنية والدولة؛ الأكراد في العراق وإيران وتركيا. (بالاشتراك مع هشام داود). ترجمه للعربية عبد الإله النعيمي. 2006.[3]
- التوتاليتارية. ترجمة حسني زينه. 2008.
- العمامة والأفندي: سوسيولوجيا خطاب وحركات الاحتجاج الديني. ترجمه للعربية أمجد حسين، منشورات الجمل 2010.
- كتاب الدولة اللوياثان الجديد (ترجمة فريق ترجمة)، منشورات الجمل 2017.
- كتاب اللادولة. ترجمة حسني زينة. جامعة الكوفة 2019.[4]

### مؤلفاته باللغة العربية
- الدولة والمجتمع المدني في العراق.
- الديمقراطية المستحيلة- حالة العرق.
- معالم العقلانية والخرافة في الفكر العربي.
- المادية والفكر الديني المعاصر.
- بنية الوعي الديني والتطور الرأسمالي (أبحاث أولية).
- فرضيات حول الاشتراكية.
- المقدمات الكلاسيكية لنظرية الاغتراب.
- الدين والإثنية والتوجهات الأيديلوجية في العراق: من الصراع إلى التكامل. 2004.
- الديمقراطية: مقاربة سوسيولوجية تاريخية. 2006.
- في الأحوال والأهوال: المنابع الاجتماعية والثقافية للعنف. 2008.
- ما بعد ماركس. 2010.
- دولة الخلافة التقدم إلى الماضي. 2017.[5]
- الإستلاب هوبز. لوك. روسو. هيغل. فويرباخ. ماركس. 2018.

## ترجماته
- الاقتصاد السياسي للتخلف.
- موجز رأس المال. تأليف: فريدريك إنجلز.
- رأس المال. تأليف: كارل ماركس.
- نتائج عملية الإنتاج المباشرة.
- الإسلام والنزعة الإنسانية العلمانية. تأليف: صادق جلال العظم. 2007. (ترجمه بالاشتراك مع حسين حمزة).[6]
- ما العولمة؟ الاقتصاد العالمي وإمكانات التحكم. تأليف: بول هيرست - جراهام طومبسون. عالم المعرفة، 2001.[7]
- غوته رحلة إيطالية 1786 - 1788. منشورات المتوسط 2017. فاز بترجمته لهذا الكتاب بجائزة ابن بطوطة للرحلة المترجمة.[8]

## وصلات خارجية
- روافد: حوار توثيقي مع فالح عبد الجبار. العربية نت